# Chandler, Minnesota
Chandler är en ort i Murray County i Minnesota. Vid 2020 års folkräkning hade Chandler 279 invånare.